# Ante Josip Tomičić
Sluga Božji fra Ante Josip Tomičić (Razbojine, 23. ožujka 1901. – Rijeka, 25. studenog 1981.) – kapucinski redovnik

## Životopis
Rođen je 23. ožujka 1901. g., u selu Razbojine, u župi Ričice, kao deveto od ukupno dvanaestero djece svojih roditelja Ivice Tomičić i Ane, r. Skorup. Na krštenju je malom Josipu kumovi bili Joso Mašić, oružnički stražmeštar i njegova supruga Ikica, iz sela Cerje. Oni su ga uzeli k sebi kad je imao 2-3 godine, jer nisu imali djece. Kumovi su ga od ranih, dana učili čitati, pisati i moliti. Njegov stariji brat Blaž pripovijedao mu je nakon povratka iz vojske, u rano proljeće 1919. godine, kako je vidio „fratre koji služe Bogu u svetom redu”.
Josip je tako poželio otići u kapucine te je 27. prosinca 1919. započeo novicijat u kapucinskom samostanu u Varaždinu. Tom je prigodom dobio ime fra Ante. Ali uskoro mu se javila sumnja – mučila ga je misao nije li taj red previše udoban za njega te je u rano proljeće 1920. g, zamolio poglavare da ga otpuste iz kapucinskoga reda. Ipak, vratio se je ubrzo i drugi put fra Ante je započeo novicijat 20. studenoga 1920. Nakon položenih prvih zavjeta ostao je namješten u Varaždinu. No, već u svibnju 1922. premješten je za kuhara u Karlobag. Rane jeseni 1922. opet je u Varaždinu, a u veljači 1923. godine premješten je u Split. 
U Splitu, u Svetištu Gospe od Pojišana obnašao je službu sakristana, a za potrebe samostana dnevno je obilazio gradom i od kuće do kuće prosio živežne namirnice. S vremenom mu je dodijeljena i služba skupljanja milodara za uređenje Svetišta Gospe od Pojišana. Za to svetište, kao i uređenje drugih kapucinskih crkava fra Ante je skupljao milodare u raznim dijelovima Hrvatske, Bosne i Hercegovine, Vojvodine, u Zagrebu i Beogradu. Bio je to naporan posao. To je značilo biti izvan samostana, na putu 6 – 8 mjeseci u godini, svakodnevno obijati tuđe pragove, stalno se ponižavati pred svakakvim ljudima, moliti za pomoć i primati ne samo novac, nego i prigovore i poniženja. U splitskom samostanu fra Ante je 11. veljače 1925. položio svoje vječne zavjete. U Splitu je fra Ante boravio do 1926. g., a tada je premješten u Dubrovnik. U Dubrovniku mu je zadatak bio isti kao i u Splitu: prošnja. 
Godine 1937. premješten je u Varaždin. U Varaždinu je Ante ostao gotovo četiri godine, a u lipnju 1941. premješten je u Zagreb, gdje su kapucini gradili crkvu i samostan u zagrebačkoj Dubravi, boraveći privremeno u župi u Maksimiru, kamo je stigao i fra Ante. Za Novu godinu 1942. nadbiskup Alojzije Stepinac blagoslovio je novu crkvu i osnovao župu sv. Mihaela u Dubravi. Tih je dana fra Ante napustio stanovanje u župnoj kući u Maksimiru i preselio se u Dubravu. Fra Ante je u Zagrebu ostao do 1945., kada je ponovno premješten u Varaždin, gdje ostaje do 1947. godine.
Godine 1947. fra Ante je premješten u kapucinski samostan u Rijeku. Tamo je stigao 5. rujna 1947. Samostan je zbog ratnih stradanja i bombardiranja bio u prilično lošem stanju. Za fra Antu bila je to nova situacija. Sada se, zbog zabrane komunističke vlasti, nije moglo ići prositi. U crkvi Gospe Lurdske vršio je dug niz godina sakristansku i vratarsku službu. Oboljevši, umro je 25. studenoga 1981.

## Proces beatifikacije
Dana 3. travnja 1997. godine  fra Antino tijelo s groblja na Kozali preneseno je u kriptu kapucinske crkve Gospe Lurdske u Rijeci. Prvi veći korak u procesu beatifikacije učinjen je polovicom 2003. g. Naime riječki nadbiskup msgr. Ivan Devčić, na prijedlog Kapucinske provincije, 3. lipnja 2003. g. imenovao je fra Stanka Dodiga vicepostulatorom postupka za ispitivanje života, kreposti i glasa svetosti fra Ante Josipa Tomičića. Dotada su prikupljena svjedočanstva ljudi koji su se susretali s fra Antom. Na temelju tako prikupljenog materijala svjedoci su se slagali u tome da je fra Ante doista svetački živio. Postupak za proglašenje blaženim službeno je otvoren 12. srpnja 2005. g. 
Sveta Stolica već je učinila prvi korak – iz Vatikana je stigao dokument nihil obstat, kojim Kongregacija za proglašenje blaženika i svetaca potvrđuje da nema zapreka za proces beatifikacije i kanonizacije. Dijecezanski proces za proglašenje blaženim  završen je 9. veljače 2014., a papa Franjo 14. ožujka 2024. priznao je njegove herojske kreposti pa se fra Ante može častiti kao časni sluga Božji.
Duhovna obnova grada Rijeke stavljena je pod nebesku zaštitu sv. Vida, zaštitnika grada Rijeke i Riječke nadbiskupije te zagovor Gospe Trsatske – čuvarice Grada Rijeke, i zagovor riječkih službenika Božjih – majke Marije Krucifikse Kozulić i fra Ante Josipa Tomičića.